# Pierolapithecus catalaunicus
Pierolapithecus catalaunicus és una espècie de primat descoberta el 5 de desembre del 2002 per un equip de paleoantropòlegs catalans dirigits per Salvador Moyà i Solà. La descripció es publicà per primera vegada en l'edició del 19 de novembre del 2004 de la revista Science, i el nom genèric es va prendre del lloc del descobriment, el municipi català d'Els Hostalets de Pierola (Anoia).
És l'única espècie del gènere Pierolapithecus i l'únic individu conegut, que visqué fa uns 13 milions d'anys, fou batejat com a Pau a causa de les mobilitzacions contra la Guerra de l'Iraq en el moment de la publicació. Es creu que podria ser l'antecessor comú de l'home i els grans simis, goril·les, ximpanzés, bonobos i orangutans (vegeu Hominoidea per la problemàtica de la classificació dels grans simis).
P. catalaunicus tenia adaptacions especials per enfilar-se als arbres: un tòrax ample i pla, una columna vertebral inferior rígida, canells flexibles i escàpules en la mateixa direcció que l'esquena. Així i tot, l'espècie mostra trets més primitius que els simis moderns, com un rostre protuberant i dits de mans i peus curts.

## Troballa
A mitjans del segle xx, els paleontòlegs Miquel Crusafont i Josep Villalta ja havien trobat restes d'homínids al Barranc de Can Vila, una zona molt propera a l'abocador de Can Mata, al terme municipal d'Els Hostalets de Pierola. El 4 de desembre del 2002, mentre es reparava un camí a les obres d'ampliació de l'abocador, una excavadora trobà una vèrtebra i una costella, i el paleontòleg que supervisava els treballs va ordenar a la màquina que s'aturés immediatament. Els paleontòlegs David Martínez. Alba, Isaac Casanovas i Jordi Galindo van inspeccionar les peces i l'endemà a la tarda van recuperar d'entre l'argila un crani i una desena de dents d'un antropoide mascle al voltant de 30 i 35 kg de pes, de fa entre 12 i 13 milions d'anys, que havia estat devorat per carronyaires.
La gran importància de la troballa resideix en el fet que correspon a un període del qual amb prou feines hi ha fòssils i que és quan degué existir l'avantpassat comú dels grans antropoides actuals (humans, ximpanzés, goril·les i orangutans). Durant la primera campanya d'excavació entre el maig i juliol del 2003, dirigida pel paleontòleg Salvador Moyà, de l'Institut de Paleontologia Miquel Crusafont de Sabadell, i que rebé la visita a finals del juny del veterà Francis Clark Howell, codirector del Laboratori d'Estudis Humans de la Universitat de Califòrnia a Berkeley, s'hi van recuperar 40 fòssils, l'anàlisi dels quals no es va acabar fins a finals d'aquell any.
Entre les restes destaquen el crani, un fragment de maxil·lar, la ròtula, el que sembla un fragment de fèmur, mitja clavícula i fragments de les costelles que permetran reconstruir el tòrax, un fragment de pelvis que ajudarà a conèixer el tipus de locomoció i ossos de peus i mans que aclariran com s'agafaven als arbres. Són precisament aquests últims els que fan pensar que es troba involucrat a l'evolució humana, ja que les falanges de les mans són més grans que les dels peus, de la mateixa manera que ocorre als simis que es pengen de les branques, com als orangutans i a diferència dels micos quadrúpedes.

## Publicació de resultats
El 19 de novembre del 2004 es publicaren els resultats de l'estudi realitzat per l'Institut de Paleontologia Miquel Crusafont de Sabadell dels fòssils recuperats al jaciment del Barranc de Can Vila 1. S'anomenà un nou gènere i espècie, Pierolapithecus catalaunicus (és a dir, el 'simi de Pierola català'), malgrat que l'espècimen recuperat, corresponent a un mascle de 35 quilograms i entre 1 i 1,20 metres d'alçada, porta el sobrenom de Pau. Els científics creuen que aquest antropomorf, datat entre 12,5 i 13 milions d'anys, és possiblement un ancestre comú dels grans simis actuals, inclosos els humans.
«Hi havia poca informació sobre l'origen del grup que inclou als grans antropomorfs actuals i els humans», segons afirmà Salvador Moyà. «No se sabia de quina època era l'avantpassat comú i com era. El registre fòssil resultava fins ara molt escàs i per això hi havia hipòtesis contradictòries». Pau compleix amb les característiques similars al de l'ancestre comú i el registre estratigràfic en el qual ha aparegut és l'adient, car és molt proper al proposat pels genetistes i els biòlegs moleculars. Segons Sally C. Reynolds, «mentre la resta dels primats tenen el cos més semblant a un gat, els grans antropomorfs presenten postures dretes i el canvi per això es veu clarament al cos de Pau». Malgrat que aparegué a Europa, els investigadors opinen que Pierolapithecus també visqué a Àfrica. «Els primats sempre s'han generat a aquest continent i després han colonitzat altres territoris. Pensem que Pierolapithecus ve d'Àfrica i sospitem que arribà pel camí del Pròxim Orient més que des del nord d'Àfrica.» El lloc actual té bastant d'erm, però en el Miocè mitjà, fa 13 milions d'anys, la zona era una selva tropical densa i molt humida. Per donar una idea de la rica fauna que la poblava, Salvador Moyà va dir que es podria haver observat llavors la mateixa varietat que passant un mes a l'actual selva de Sumatra (Indonèsia).

## Noves troballes a Pierola
El 3 de novembre del 2005, l'equip investigador donà a conèixer la troballa d'un nou antropomorf. L'aparició de nous jaciments i restes de simis han portat a la constitució del projecte SOMHI (Searching for the Origins of Modern Hominoides Initiative, és a dir, la Iniciativa per la Investigació dels Orígens dels Homínids Moderns), un equip per la investigació més ampla al triangle format entre Masquefa, Esparreguera i Piera (Anoia), constituït per investigadors de l'Institut Miquel Crusafont, el departament d'Estratigrafia de la Universitat de Barcelona, el departament d'Antropologia de la Universitat Autònoma de Barcelona i l'empresa especialitzada Paleothèria SCP. A aquesta zona existeixen sediments de més de 500 metres de gruix que cobreixen des del Miocè mitjà fins al superior. És a dir, podrem reconstruir la història de les espècies que visqueren fins entre 8 i 14 milions d'anys, un període clau a l'evolució dels avantpassats de tots els simis actuals, des dels orangutans, goril·les i ximpanzés fins a l'espècie humana.
Les noves troballes són en fase d'estudi i no es donaran a conèixer fins que no es publiqui el treball a revistes científiques. Encara que han desvelat que el fòssil més espectacular és la cara d'un antropomorf de la família dels homínids amb característiques més evolucionades (porta a pensar en una «cara plana») que les de Pau, malgrat ser d'una època molt similar, fa 13 milions d'anys. Així com que s'ha recuperat una mandíbula o el fèmur d'un antropomorf que devia pesar uns 50-60 quilograms.